# Grammy Awards 1996
Am 28. Februar 1996 fand die 38. Grammy-Verleihung statt. Große Gewinnerin war die erstmals nominierte Alanis Morissette mit vier Grammys; große Verliererin die sechsfach nominierte Mariah Carey: Sie ging am Ende leer aus.
Die Grammy Awards 1996 wurden in 88 Kategorien aus 26 Feldern vergeben, des Weiteren gab es vier Ehren-Grammys für das Lebenswerk.

## Hauptkategorien
Single des Jahres (Record of the Year):
- "Kiss From A Rose" von Seal

Album des Jahres (Album of the Year):
- Jagged Little Pill von Alanis Morissette

Song des Jahres (Song of the Year):
- "Kiss From A Rose" von Seal (Autor: Sealhenry Samuel)

Bester neuer Künstler (Best New Artist):
- Hootie & The Blowfish

## Arbeit hinter dem Mischpult
Produzent des Jahres (Producer Of The Year):
- Babyface

Klassikproduzent des Jahres (Classical Producer Of The Year):
- Steven Epstein

Beste Abmischung eines Albums, ohne klassische Musik (Best Engineered Album, Non-Classical):
- Wildflowers von Tom Petty

Beste Abmischung einer Klassikaufnahme (Best Classical Engineered Recording):
- Bartók: Concerto For Orchestra; "Kossuth" – Symphonic Poem von der San Francisco Symphony unter Leitung von Herbert Blomstedt

## Pop
Beste weibliche Gesangsdarbietung – Pop (Best Female Pop Vocal Performance):
- "No More 'I Love You's" von Annie Lennox

Beste männliche Gesangsdarbietung – Pop (Best Male Pop Vocal Performance):
- "Kiss From A Rose" von Seal

Beste Darbietung eines Duos oder einer Gruppe mit Gesang – Pop (Best Pop Performance By A Duo Or Group With Vocals):
- "Let Her Cry" von Hootie & The Blowfish

Beste Zusammenarbeit mit Gesang – Pop (Best Pop Collaboration With Vocals):
- "Have I Told You Lately That I Love You?" von Van Morrison und den Chieftains

Beste Instrumentaldarbietung – Pop (Best Pop Instrumental Performance):
- "Mariachi Suite" von Los Lobos

Bestes Popalbum (Best Pop Album):
- Turbulent Indigo von Joni Mitchell

## Traditioneller Pop
Bestes Gesangsalbum – Traditioneller Pop (Best Traditional Pop Vocal Album):
- Duets II von Frank Sinatra

## Rock
Beste weibliche Gesangsdarbietung – Rock (Best Female Rock Vocal Performance):
- "You Oughta Know" von Alanis Morissette

Beste männliche Gesangsdarbietung – Rock (Best Male Rock Vocal Performance):
- "You Don't Know How It Feels" von Tom Petty

Beste Darbietung eines Duos oder einer Gruppe mit Gesang – Rock (Best Rock Performance By A Duo Or Group With Vocals):
- "Run-Around" von den Blues Travelern

Beste Hard-Rock-Darbietung (Best Hard Rock Performance):
- "Spin The Black Circle" von Pearl Jam

Beste Metal-Darbietung (Best Metal Performance):
- "Happiness in Slavery" von Nine Inch Nails

Beste Darbietung eines Rockinstrumentals (Best Rock Instrumental Performance):
- "Jessica" von der Allman Brothers Band

Bester Rocksong (Best Rock Song):
- "You Oughta Know" von Alanis Morissette (Autoren: Alanis Morissette, Glen Ballard)

Bestes Rock-Album (Best Rock Album):
- Jagged Little Pill von Alanis Morissette

## Alternative
Bestes Alternative-Album (Best Alternative Music Album):
- MTV Unplugged In New York von Nirvana

## Rhythm & Blues
Beste weibliche Gesangsdarbietung – R&B (Best Female R&B Vocal Performance):
- "I Apologize" von Anita Baker

Beste männliche Gesangsdarbietung – R&B (Best Male R&B Vocal Performance):
- "For Your Love" von Stevie Wonder

Beste Darbietung eines Duos oder einer Gruppe mit Gesang – Pop (Best R&B Performance By A Duo Or Group With Vocals):
- "Creep" von TLC

Bester R&B-Song (Best R&B Song):
- "For Your Love" von Stevie Wonder (Autor: Stevie Wonder)

Bestes R&B-Album (Best R&B Album):
- CrazySexyCool von TLC

## Rap
Beste Solodarbietung – Rap (Best Rap Solo Performance):
- "Gangsta’s Paradise" von Coolio

Beste Darbietung eines Duos oder einer Gruppe – Rap (Best Rap Performance By A Duo Or Group):
- "I'll Be There For You/You're All I Need To Get By" von Mary J. Blige & Method Man

Bestes Rap-Album (Best Rap Album):
- Poverty’s Paradise von Naughty by Nature

## Country
Beste weibliche Gesangsdarbietung – Country (Best Female Country Vocal Performance):
- Baby, Now That I've Found You von Alison Krauss

Beste männliche Gesangsdarbietung – Country (Best Male Country Vocal Performance):
- Go Rest High On That Mountain von Vince Gill

Beste Countrydarbietung eines Duos oder einer Gruppe (Best Country Performance By A Duo Or Group With Vocals):
- Here Comes The Rain von den Mavericks

Beste Zusammenarbeit mit Gesang – Country (Best Country Collaboration With Vocals):
- Somewhere In The Vicinity Of The Heart von Alison Krauss & Shenandoah

Bestes Darbietung eines Countryinstrumentals (Best Country Instrumental Performance):
- Hightower von Asleep At The Wheel, Béla Fleck & Johnny Gimble

Bester Countrysong (Best Country Song):
- Go Rest High On That Mountain von Vince Gill

Bestes Countryalbum (Best Country Album):
- The Woman in Me von Shania Twain

Bestes Bluegrass-Album (Best Bluegrass Album):
- Unleashed von der Nashville Bluegrass Band

## New Age
Bestes New-Age-Album (Best New Age Album):
- Forest von George Winston

## Jazz
Beste zeitgenössisches Jazzdarbietung (Best Contemporary Jazz Performance):
- "We Live Here" von der Pat Metheny Group

Beste Jazz-Gesangsdarbietung (Best Jazz Vocal Performance):
- An Evenening With Lena Horne von Lena Horne

Bestes Jazz-Instrumentalsolo (Best Jazz Instrumental Solo):
- "Impressions" von Michael Brecker

Beste Jazz-Instrumentaldarbietung, Einzelkünstler oder Gruppe (Best Jazz Instrumental Performance, Individual or Group):
- "Infinity" vom McCoy Tyner Trio & Michael Brecker

Beste Darbietung eines Jazz-Großensembles (Best Large Jazz Ensemble Performance):
- "All Blues" von Tom Scott mit der GRP All-Star Big Band

Beste Latin-Jazz-Darbietung (Best Latin Jazz Performance):
- Antonio Brasileiro von Antônio Carlos Jobim

## Gospel
Bestes Rock-Gospel-Album (Best Rock Gospel Album):
- Lesson Of Love von Ashley Cleveland

Bestes zeitgenössisches / Pop-Gospelalbum (Best Pop / Contemporary Gospel Album):
- I'll Lead You Home von Michael W. Smith

Bestes Southern-, Country- oder Bluegrass-Gospel-Album (Best Southern Gospel, Country Gospel Or Bluegrass Gospel Album):
- Amazing Grace – A County Salute To Gospel von verschiedenen Interpreten

Bestes traditionelles Soul-Gospelalbum (Best Traditional Soul Gospel Album):
- Shirley Caesar Live – He Will Come von Shirley Caesar

Bestes zeitgenössisches Soul-Gospelalbum (Best Contemporary Soul Gospel Album):
- Alone In His Presence von CeCe Winans

Bestes Gospelchor-Album (Best Gospel Album By A Choir Or Chorus):
- Praise Him – Live! vom Brooklyn Tabernacle Choir unter Leitung von Carol Cymbala

## Latin
Beste Latin-Pop-Darbietung (Best Latin Pop Performance):
- "Amor" von Jon Secada

Beste Tropical-Latin-Darbietung (Best Tropical Latin Performance):
- "Abriendo puertas" von Gloria Estefan

Beste Darbietung mexikanisch-amerikanischer oder Tejano-Musik (Best Mexican-American / Tejano Music Performance)
- "Flaco Jimenez" von Flaco Jiménez

## Blues
Bestes traditionelles Blues-Album (Best Traditional Blues Album):
- Chill Out von John Lee Hooker

Bestes zeitgenössisches Blues-Album (Best Contemporary Blues Album):
- Slippin' In von Buddy Guy

## Folk
Bestes traditionelles Folkalbum (Best Traditional Folk Album):
- South Coast von Ramblin’ Jack Elliott

Bestes zeitgenössisches Folkalbum (Best Contemporary Folk Album):
- Wrecking Ball von Emmylou Harris

## Reggae
Bestes Reggae-Album (Best Reggae Album):
- Boombastic von Shaggy

## Weltmusik
Bestes Weltmusikalbum (Best World Music Album):
- Bohème von Deep Forest

## Polka
Bestes Polkaalbum (Best Polka Album):
- I Love To Polka von Jimmy Sturr

## Für Kinder
Bestes Musikalbum für Kinder (Best Musical Album For Children):
- Sleepy Time Lullabys von Barbara Bailey Hutchison

Bestes gesprochenes Album für Kinder (Best Spoken Word Album For Children):
- Prokofjew: Peter And The Wolf mit Patrick Stewart

## Sprache
Bestes gesprochenes oder Nicht-Musik-Album (Best Spoken Word Or Non-musical Album):
- Phenomenal Woman von Maya Angelou

Bestes gesprochenes Comedyalbum (Best Spoken Comedy Album):
- Crank Calls von Jonathan Winters

## Musical Show
Bestes Musical-Show-Album (Best Musical Show Album):
- Smokey Joe's Cafe – The Songs Of Leiber & Stoller von den originalen Broadway-Darstellern (Produzenten: Arif Mardin, Jerry Leiber, Mike Stoller)

## Komposition / Arrangement
Beste Instrumentalkomposition (Best Instrumental Composition):
- A View From The Side von der Bill Holman Band (Komponist: Bill Holman)

Bestes Instrumentalarrangement (Best Instrumental Arrangement):
- Lament von J. J. Johnson & The Robert Farnon Orchestra (Arrangeur: Robert Farnon)

Bestes Instrumentalarrangement mit Gesangsbegleitung (Best Instrumental Arrangement Accompanying Vocal(s)):
- I Get A Kick Out Of You von Mel Tormé mit Rob McConnell & The Boss Brass (Arrangeur: Rob McConnell)

Bester Song geschrieben speziell für Film oder Fernsehen (Best Song Written Specifically For A Motion Picture Or For Television):
- Colors of the Wind (aus dem Film Pocahontas) von Judy Kuhn & Vanessa Williams (Autoren: Alan Menken, Stephen Schwartz)

Beste Instrumentalkomposition geschrieben für Film oder Fernsehen (Best Instrumental Composition Written For A Motion Picture Or For Television):
- Crimson Tide von Hans Zimmer

## Packages und Album-Begleittexte
Bestes Aufnahme-Paket (Best Recording Package):
- Turbulent Indigo von Joni Mitchell

Bestes Aufnahme-Paket als Box (Best Recording Package – Boxed):
- Civilization Phaze III von Frank Zappa

Bester Album-Begleittext (Best Album Notes):
- The Complete Stax/Volt Soul Singles, Vol. 3: 1972–1975 (Verfasser: Rob Bowman)

## Historische Aufnahmen
Bestes historisches Album (Best Historical Album):
- The Heifetz Collection von Jascha Heifetz und verschiedenen Interpreten

## Klassische Musik
Bestes Klassik-Album (Best Classical Album):
- Debussy: La Mer; Nocturnes; Jeux des Cleveland Orchestra & Chorus unter Leitung von Pierre Boulez

Beste Orchesterdarbietung (Best Orchestral Performance):
- Debussy: La Mer vom Cleveland Orchestra & Chorus unter Leitung von Pierre Boulez

Beste Opernaufnahme (Best Opera Recording):
- Berlioz: Les Troyens von Gary Lakes, Franxoise Pollet, Gino Quilico, Deborah Voigt & L'Orchestra Symphonie Montreal & Chorus unter Leitung von Charles Dutoit

Beste Chordarbietung (Best Choral Performance):
- Brahms: Ein deutsches Requiem vom San Francisco Symphony Orchestra & Chorus unter Leitung von Herbert Blomstedt

Beste Soloinstrument-Darbietung mit Orchester (Best Instrumental Soloist(s) Performance with Orchestra):
- The American Album – Works Of Bernstein, Barber, Foss  von Itzhak Perlman und dem Boston Symphony Orchestra unter Leitung von Seiji Ozawa

Beste Soloinstrument-Darbietung ohne Orchester (Best Instrumental Soloist(s) Performance without Orchestra):
- Schubert: Klaviersonaten (D 960 B-Dur · D 664 A-Dur) von Radu Lupu

Beste Kammermusik-Darbietung (Best Chamber Music Performance):
- Brahms / Beethoven / Mozart: Klarinettentrios von Emanuel Ax, Yo-Yo Ma & Richard Stoltzman

Beste klassische Gesangsdarbietung (Best Classical Vocal Performance):
- The Echoing Air – The Music Of Henry Purcell von Sylvia McNair und der Academy of Ancient Music unter Leitung von Christopher Hogwood

Beste zeitgenössische klassische Komposition (Best Classical Contemporary Composition):
- Concert à quatre von Olivier Messiaen

## Musikvideo
Bestes Musik-Kurzvideo (Best Short Form Music Video):
- Scream von Janet Jackson & Michael Jackson

Bestes Musik-Langvideo (Best Long Form Music Video):
- Secret World Live von Peter Gabriel

## Special Merit Awards

### Grammy Lifetime Achievement Award
- Dave Brubeck
- Marvin Gaye
- Georg Solti
- Stevie Wonder

Trustees Award
- George Martin
- Jerry Wexler